# Ponte Branca
Ponte Branca är en kommun i Brasilien.   Den ligger i delstaten Mato Grosso, i den centrala delen av landet, 500 km väster om huvudstaden Brasília. Antalet invånare är 1 783.
Omgivningarna runt Ponte Branca är huvudsakligen savann. Runt Ponte Branca är det mycket glesbefolkat, med 3 invånare per kvadratkilometer.